# ایندپندنس، شهرستان باربر، ویرجینیای غربی
ایندپندنس (به انگلیسی: Independence) یک منطقهٔ مسکونی در ایالات متحده آمریکا است که در شهرستان باربر، ویرجینیای غربی واقع شده‌است.